# Домогосподарка

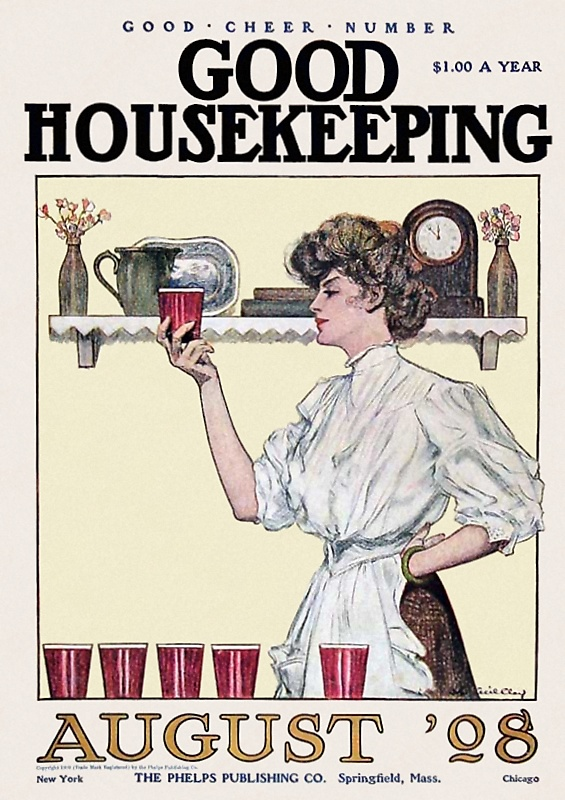
Good Housekeeping (американський журнал), 1908 р.

Домогосподарка (англ. Housewife) — це людина (переважно дружина або жінка в нешлюбних стосунках: дівчина, партнерка), основним заняттям якої є управління сім'єю і догляд за нею: виховання дітей, догляд за літніми та хворими, та хатня робота: приготування їжі та зберігання харчових продуктів, купівля товарів для повсякденного життя, прибирання і підтримка будинку. Найчастіше це жінки, які не працюють, хоча бувають винятки (наприклад, тимчасова хвороба, вагітність, декретна відпустка, релігійні переконання або інша причина).
Термін іноді можуть використовувати як антитезу до поняття «кар'єрна жінка». Щодо чоловіків вживають слово «домогосподар».

## Роль в економіці
Деякі феміністки та нефеміністські економісти (зокрема, прихильники історичного матеріалізму) відзначають, що цінність праці домогосподарок ігнорується у стандартному формулюванні обсягу виробництва, такі як ВВП або дані про зайнятість. Домогосподарки працюють багато неврахованих годин на тиждень, у той час, як залежать від грошей свого чоловіка чи партнера за зайнятістю.

## Навантаження

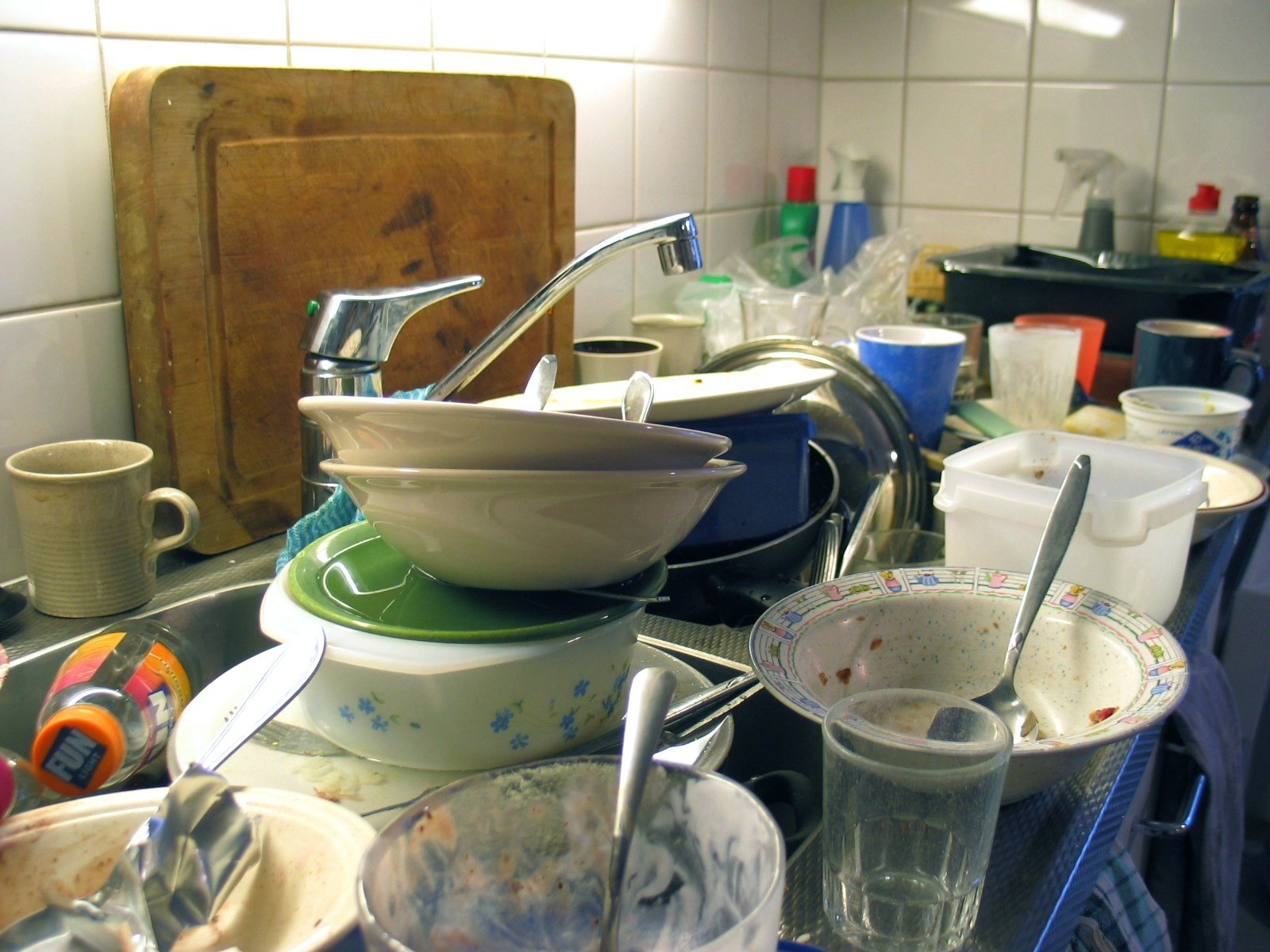
Миття посуду.

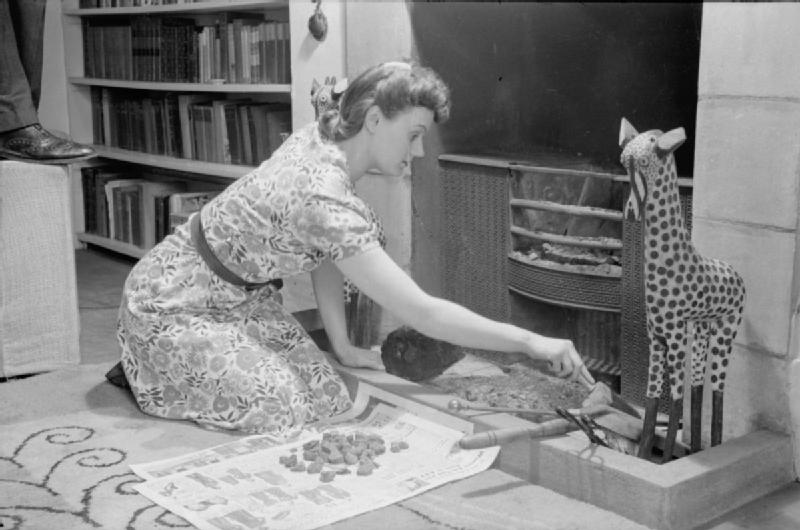
Частина буденної роботи лондонської домогосподарки, 1941 р.

Робота домогосподарки у тому, щоб піклуватися про інших членів сім'ї та доглядати за спільним будинком. Можлива діяльність домогосподарок включає забезпечення:
- Харчування родини: планування раціону, закупівлі їжі, кулінарні процеси, догляд за кухнею та посудом.
- Прибирання та догляд за житлом: оренда та ремонт житла, сплата щомісячних рахунків, дизайн оселі, прання, лагодження, прасування покупка нового одягу, миття підлоги, сезонна очистка штор, вибивання килимів, чистка гаража, садівництво.
- Виховання спільних дітей: догляд за дітьми в декретах, догляд за немовлятами, харчування, одяг та освіта дітей, менеджмент навчального процесу, психологічний супровід, організація розваг та довілля.
- Охорона здоров'я та спілкування: перша медична допомога, догляд за хворими, тваринами, виконання лікарських призначень, емоційна робота (вислуховування партнерів по розмові, психологічне консультування, поради), розважання гостей.
- Сімейний бюджет: управління витратами, вирішення побутових питань стосовно здоров'я, страхування автомобіля, рахунки мобільної телефонії, будь-які інші секретарські обов'язки при працюючому чоловікові.